# Miauwen

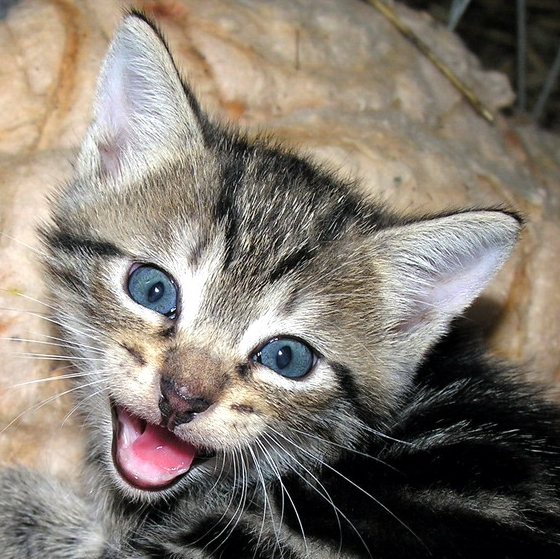
Mauwende kat

Het miauwen of mauwen is vocale communicatie van katten. Katten mauwen doorgaans slechts in de aanwezigheid van mensen en niet onderling, met uitzondering van moederpoes en kittens en krolse katten. Een mauwende kat vraagt aandacht of voedsel. Bij gebrek aan een kattenluik kan het ook een verzoek zijn de deur te openen. Sommige katten produceren bij het mauwen nauwelijks geluid maar Siamese katten staan bekend om hun vele en luide gemauw. Wijziging in het miauwgedrag van een individuele kat kan wijzen op een medisch probleem. Het miauwen van een kat kan ook bedoeld zijn om andere katten te imponeren of om indruk te maken op de vrouwtjes.

## Trivia
Miauw was de naam van een merk kattenvoer, met als slogan Miauw smaakt zo lekker dat uw kat er zelf om vraagt.